# Global Ecolabelling Network
Das Global Ecolabelling Network (GEN) ist ein weltweiter Interessenverband, der die Vergabe von Umweltzeichen nach dem Vorbild des Blauen Engels für Produkte mit umweltfreundlichen Eigenschaften fördern und weiterentwickeln möchte. Dabei handelt es sich um eine Non-Profit-Organisation.
Der Interessenverband wurde 1994 gegründet. Das Ziel des Interessenverbandes von derzeit 30 Umweltzeichen-Organisationen weltweit ist es, den Erfahrungs- und Informationsaustausch bezüglich nationaler Umweltzeichen-Aktivitäten zu koordinieren und die Umweltzeichen-Programme der einzelnen Staaten zu fördern. Dabei wird die  Entwicklung  der  Umweltzeichen nach ISO 14024 unterstützt.
Deutsches Mitglied von GEN sind der Blaue Engel und mittlerweile auch der TÜV Rheinland.

## Nachweise
1. ↑  Eco-Business vom 2. November 2015, SEC gets elected to Global Ecolabelling Network’s board of directors (englisch), abgerufen am 15. Dezember 2020.
2. ↑  https://www.globalecolabelling.net/gen-members/gen-full-members-list/ (englisch), abgerufen am 10. April 2022.
3. ↑  Archivierte Kopie (Memento des Originals vom 21. November 2012 im Internet Archive)  Info: Der Archivlink wurde automatisch eingesetzt und noch nicht geprüft. Bitte prüfe Original- und Archivlink gemäß Anleitung und entferne dann diesen Hinweis.
4. ↑  IHK Pfalz Januar 2013, Durchblick im Logo-Dschungel (PDF, 596 kB), abgerufen am 28. November 2020.
5. ↑  globalecolabelling.net, Full Members List, abgerufen am 14. Dezember 2020.